# Wiwon
Wiwon là một kun, hay huyện, ở phía Bắc tỉnh Changan, Bắc Triều Tiên. Huyện này nằm bên sông Áp Lục, bên kia sông là Cộng hòa Nhân dân Trung Hoa. Đơn vị này trước đây thuộc tỉnh Bắc Pyongan nhưng đã được chuyển qua tỉnh Chagang năm 1954. Đơn vị này giáp Manpo và Sijung về phía bắc, Kanggye và Songgan về phía đông, Chonchon về phía đông nam, Kopung về phía nam và tây, giáp Chosan về phía tây.
Tại đây có dãy núi Kangnam chạy dọc ranh giới đông nam. Đỉnh cao nhất chạy qua biên giới đông nam. Đỉnh cao nhất là Sungjoksan (숭적산, 1984 m). Núi cao cũng nằm dọc theo biên giới với Kopung và Chosan. Khí hậu lục địa, mùa đông lạnh với nhiệt độ trung bình năm 6 ℃.
Kinh tế địa phương chủ yếu là nông lâm nghiệp. Có ít đồng bằng nên ở đây không trồng lúa, chỉ trồng đậu tương, ngô, và khoai tây, chăn nuôi gia. Tháng 9 năm 2005, Bắc Triều Tiên đã thông báo đã hoàn thành một nhà máy điện thứ hai ở Wiwon.